# Stanisław Julian Ignacy Ostroróg

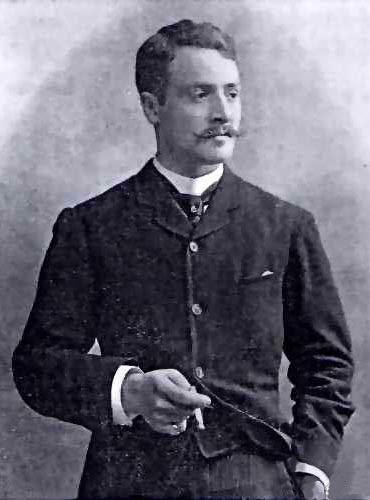
Stanisław Julian Ignacy Ostroróg

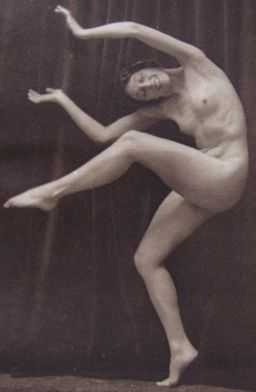
Tanzende Frau, 1923

Stanisław Julian Ignacy Ostroróg, Pseudonym Lucien Walery (geboren 12. September 1863 in London; gestorben 22. Februar 1929) war ein polnischer Fotograf. Von seinen Arbeiten sind unter anderem Porträts und Aktaufnahmen überliefert. 
Er war der Sohn des Fotografen Stanislaw Julian Ostroróg (1836–1896) und dessen Frau Teodozja Waleria geborene Gwozdecka. 
Nach dem Tode seines Vaters übernahm er das Unternehmen Walery. Von 1890 bis 1900 arbeitete er mit Alfred Ellis (1854–1930) zusammen (Ellis and Walery). 1900 eröffnete er ein Studio in Paris an der rue de Londres. Bekannt wurde er für seine Portraitserie „Our Celebrities“, veröffentlicht von 1888 bis 1896.
Nach seinem Tode wurde das Atelier von Charles Auguste Varsavaux (1866–1935) übernommen.